# Christuskirche (Molzen)

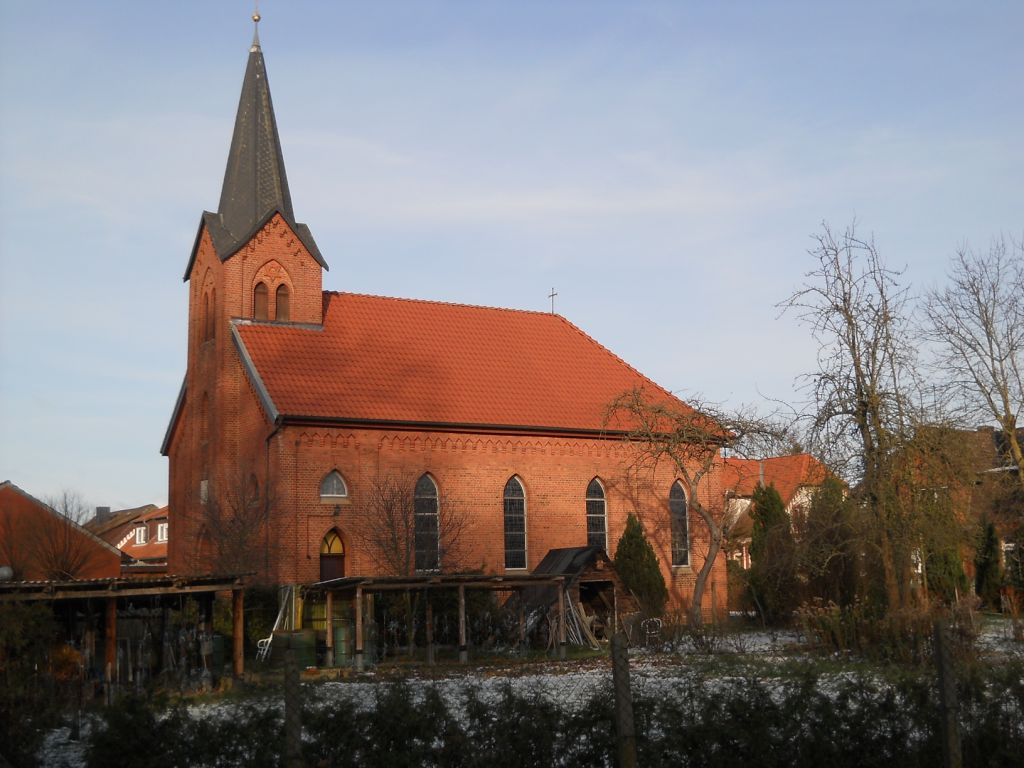
Christuskirche in Molzen

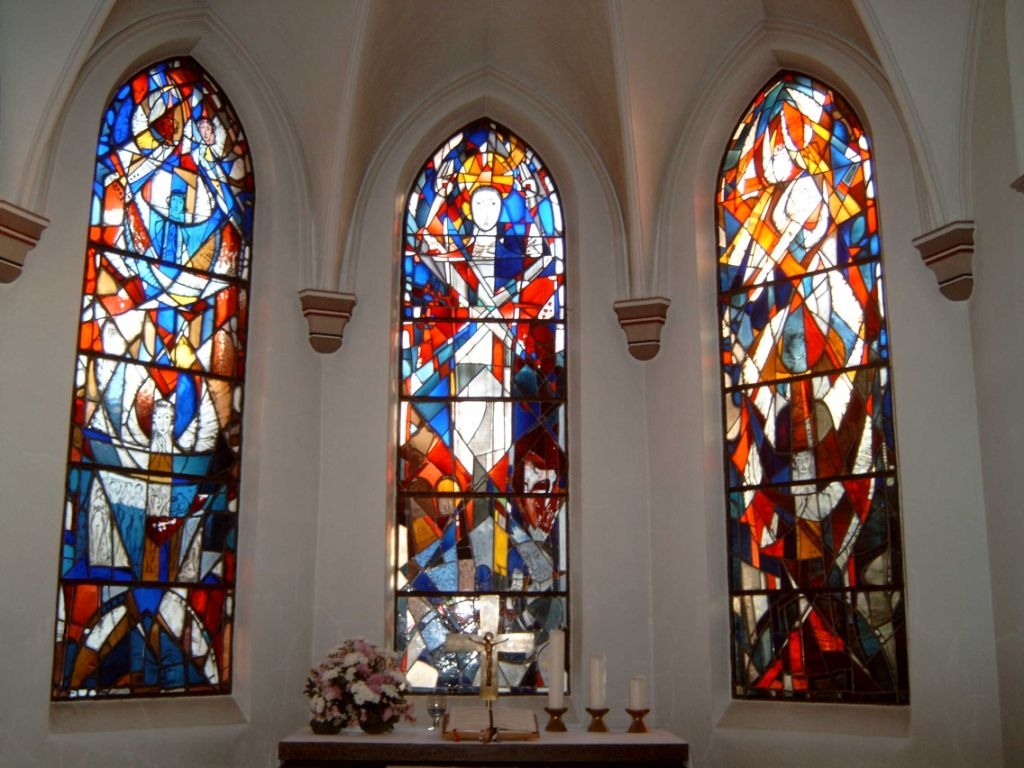
Buntglasfenster im Chorraum

Die Christuskirche gehört zur Selbständigen Evangelisch-Lutherischen Kirche und steht im Ortsteil Molzen der niedersächsischen Kreisstadt Uelzen. Das neugotische Kirchengebäude wurde 1887 errichtet und steht heute unter Denkmalschutz.

## Architektur
Die Christuskirche ist ein Backsteinbau im Stil der Neugotik mit klassizistischen Elementen. Die Saalkirche besitzt einen Chorraum sowie einen kleinen Kirchturm im Westen, der beinahe vollständig in das Kirchenschiff integriert ist.
Der Innenraum ist schlicht gestaltet. Das Deckengewölbe und die Fenster sind neugotisch geprägt, während die Prieche über dem Eingangsbereich klassizistisch ist. Der Chorraum ist mit drei großen und auffälligen Buntglasfenstern ausgestattet.

## Ausstattung
Der Altar und der Taufstein wurden aus Granit geschaffen. Die Kirchenorgel wurde 1995 von Wolfgang Böttner aus Frankenberg an der Eder hergestellt.

## Kirchliche Organisation
Die Christusgemeinde in Molzen bildet seit 2007 mit der Christuskirche in Uelzen einen Pfarrbezirk.